# 文天祥祠 (北京)
39°56′03″N 116°24′14″E / 39.934303°N 116.403992°E
文天祥祠，又称文丞相祠，位于中华人民共和国北京市东城区府学胡同63号，是一处祭祀文天祥的祠庙，文天祥是南宋末期政治家、诗人、抗元人物和民族英雄。该祠庙始建于明朝洪武九年（1376年），原址为元代的兵马司狱。万历年间时，该祠庙曾有过搬迁，此后历代均有修缮。文天祥祠为两进院落结构，主要建筑为大门、过厅和享堂。2013年，文天祥祠被列为全国重点文物保护单位。

## 历史
元至元十六年（1279年），南宋灭亡后，南宋右丞相文天祥被押解至大都囚禁，关押在大都城内兵马司狱的一处地牢中:34:238。至元十九年十二月（1283年1月），文天祥被处决，享年47岁。明洪武九年（1376年），按察副使刘崧在当年关押文天祥的地牢原址附近为文天祥修建了一座祠堂，祠堂中供奉有文天祥穿有儒服的塑像，但该祠堂的整体规模不详。永乐六年（1408年），文天祥祠被正式列入祀典:239。随后该祠堂于宣德四年（1429年）重新修葺，并于正统十三年（1448年）时将塑像更换为身着丞相服的塑像。万历年间时，文天祥祠被从顺天府西搬迁至了顺天府东，即今天文天祥祠的所在地。清嘉庆五年（1800年）、道光七年（1827年）以及中华民国时期，文天祥祠均曾被修缮:126。
经过民国年间的战乱和文化大革命的破坏，文天祥祠最终仅存过厅、享堂和大门，原本供奉的坐像也无存:126。中华人民共和国成立后，1979年，文天祥祠被列为北京市文物保护单位。1984年，文天祥祠正式开始维修:586，1985年，文天祥祠在重修完成后对外开放:126，并交由东城区文化文物局管理:217。1992年，文天祥祠被列为东城区爱国主义教育基地，并于此后多次举办学生纪念文天祥的相关活动，其中还曾让学生着汉服进行祭奠。1995年7月，文天祥祠再次修缮完成，同月在文天祥祠中举办有“1995年文天祥学术讨论会”。2003年，文天祥祠再次整体修缮，这次修缮重设了一尊文天祥的坐像。2004年，文天祥祠中的枣树被曝患有枣树丛枝病，最终得以治愈。2013年，文天祥祠被列为全国重点文物保护单位。2017年5月23日，文天祥祠被列为东城区官德教育基地。

## 建筑

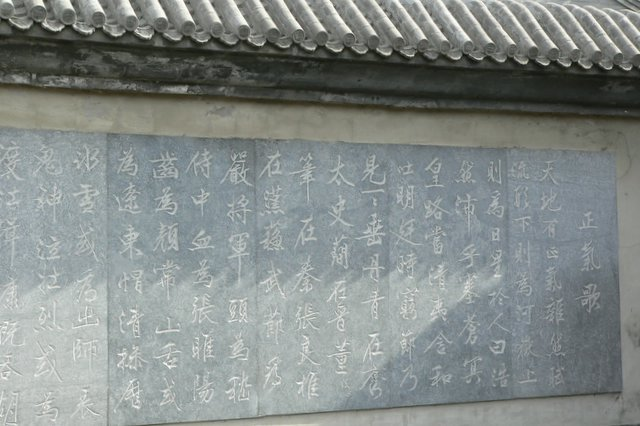
文天祥祠前院东墙上的刻石，为仿制明朝文徵明手书文天祥《正气歌》

文天祥祠位于北京市东城区府学胡同63号，现存规模为600平米，为两进院落式结构，主要建筑有大门、过厅和享堂。其中大门宽3米，进深1.5米，为牌楼式门，顶部为大式悬山筒瓦调大脊，旋子彩画，两侧有青砖八字屏墙，门楣挂有“文丞相祠”的牌匾。大门后为前院，前院内立有《宋丞相信国公像碑》，碑首刻有文天祥的《绝命词》。东墙上刻有文徵明所写的《正气歌》。前院后为过厅。过厅面阔三间，进深一间，通阔10.8米，通进深8.7米，高9.2米，前后均建有宽1.5米、勾角飞檐的带廊。过厅屋顶为大式硬山灰筒瓦调大脊，五架梁。室内现为文天祥生平展览，正中朝南新塑文天祥半身像，像后有1扇屏风，正面为毛泽东手书文天祥诗句“人生自古谁无死，留取丹心照汗青”，背面为《正气歌》全文。厅前四柱分别为上有两幅楹联，其中一幅为文怀沙撰写，上联为“地老天荒，不忘一部中华史”，下联为“山呼海啸，齐唱千秋正气歌”；另一幅为康殷所写的七言联，上联为“雷潜九地声元在”，下联为“月暗千山魂再明”。穿过过厅为后院，享堂位于后院北侧。后院中有一株枣树，该枣树枝干全部向南倾斜。享堂为供奉文天祥塑像供人祭祀的场所，大小与过厅相当，长9.8米，宽8米，高9.2米。顶为大式悬山箍头脊，单昂一斗二升斗拱。享堂崴有一副木刻楹联，上联为“正气识孤忠无愧丹心昭日月”，下联为“法天抡对策长荣青史壮乾坤”，门楣挂有“万古纲常”字样的牌匾。室内北墙前有明代所立的《宋文丞相碑》、清“重修碑记”。享堂正中为文天祥坐像，该坐像高1.5米，坐北朝南，身着丞相服，头戴高冠，手执笏板。坐像前有“宋丞相信国公文公之神位”牌，左右两侧的立柱上有一副金运昌所写的抱柱联，上联为“正气贯人寰河岳日星垂万世”，下联为“明礼崇庙貌丹心碧血照千秋”。另外两柱上也有一副楹联，上联为“正气常存俎豆至今尊帝里”，下联为“孤忠立极神灵宜近接黉宫”。享堂的正面和东西两侧的上方均有白底黑字的木匾，其中正面为“古谊忠肝”，东侧为“有宋存焉”，西侧为“天地正气”。室内还有2块镶嵌于墙上的唐云麾将军断碑础，为康熙年间所镶嵌。:361:126:589:218